# Kyszy Borsyk
Kyszy Borsyk (kaz.: Кіші Борсық құмы, Kyszy Borsyk kumy; ros.: пески Малые Барсуки, pieski Małyje Barsuki) – piaszczysta pustynia w środkowym Kazachstanie, na północ od Jeziora Północnoaralskiego. Rozciąga się południkowo w postaci wąskiego pasa o długości ok. 100 km. Od zachodu graniczy z ciągnącym się południkowo pasem pagórkowatych pustyni gliniastych, który oddziela ją od Ülken Borsyk. Teren wznosi się do 100 m n.p.m. Pustynia zbudowana jest głównie z piasków z okresu paleogenu. Miejscami występują wydmy oraz ustabilizowane przez roślinność wały piaszczyste. Na obszarach wyrównanych rosną przede wszystkim półkrzewy kserofityczne, bylice, solanki i efemerydy, natomiast wały piaszczyste porośnięte są tragankami, saksaułem oraz roślinami z rodzajów Calligonum i Halimodendron. Tereny wykorzystywane do wypasu.